# Zełenyj Haj (obwód czerniowiecki)
Zełenyj Haj (ukr. Зелеий Гай) – wieś na Ukrainie w rejonie czerniowieckim obwodu czerniowieckiego.
Znajdują się tu rzymskokatolicka parafia pw. Przenajświętszego Serca Jezusa oraz przystanek kolejowy Łechuczeny, położony na linii Czerniowce – Ocnița.